# 사평면
사평면(沙坪面)은 대한민국 전라남도 화순군의 면이다.

## 역사
- 동복군 내남면, 외남면
- 1914년 4월 1일 화순군 내남면, 외남면[1]
- 1932년 11월 1일 화순군 남면
- 2020년 1월 1일 : 행정구역 명칭 변경 남면 → 사평면[2]

## 행정 구역
| 법정리 | 한자명 | 행정리                                      | 비고            |
| ------ | ------ | ------------------------------------------- | --------------- |
| 검산리 | 檢山里 | 검산1구, 검산2구                            |                 |
| 남계리 | 南溪里 | 남계1구, 남계2구                            |                 |
| 내리   | 內里   | 내리1구, 내리2구, 내리3구                   |                 |
| 다산리 | 茶山里 | 다산리                                      |                 |
| 대곡리 | 大谷里 | 대곡1구구 대곡2구                           |                 |
| 벽송리 | 碧松里 | 벽송1구, 벽송2구                            |                 |
| 복교리 | 福橋里 | 복교리                                      |                 |
| 사수리 | 泗洙里 | 사수1구, 사수2구                            |                 |
| 사평리 | 沙坪里 | 사평1귀, 사평2귀, 사평3귀, 사평4귀, 사평5귀 | 면사무소 소재지 |
| 용리   | 龍里   | 용리1귀, 용리2귀                            |                 |
| 운산리 | 云山里 | 운산리                                      |                 |
| 원리   | 院里   | 원리1귀, 원리2귀                            |                 |
| 유마리 | 維摩里 | 유마리                                      |                 |
| 장전리 | 長田里 | 장전1귀, 장전2귀                            |                 |
| 절산리 | 節山里 | 절산1구, 절산2구                            |                 |
| 주산리 | 舟山里 | 주산리                                      |                 |